# Arthur Fulton
Arthur George Fulton (* 16. September 1887 in London; † 26. Januar 1972 in Brookwood) war ein britischer Sportschütze und Scharfschütze im Ersten Weltkrieg.

## Erfolge
Arthur Fulton nahm an den Olympischen Spielen 1908 in London und 1912 in Stockholm teil. Mit dem Armeegewehr war er 1908 Teil der britischen Mannschaft, die über sechs verschiedene Distanzen hinter den Vereinigten Staaten und vor Kanada den zweiten Platz belegte. Neben Fulton gewannen außerdem Harcourt Ommundsen, Fleetwood Varley, Edward Skilton, Philip Richardson und John Martin die Silbermedaille. Mit 417 Punkten war er der drittbeste Schütze der Mannschaft. Vier Jahre darauf schloss er die Einzelkonkurrenz mit dem Armeegewehr auf 600 m mit 87 Punkten auf dem neunten Rang ab. Den Dreistellungskampf über 300 m beendete er auf Rang sechs. Mit dem Armeegewehr belegte er mit der britischen Mannschaft über vier verschiedene Distanzen hinter den Vereinigten Staaten und vor Schweden den zweiten Platz und sicherte sich so eine weitere Silbermedaille. Fulton war mit 262 Punkten der schwächste Schütze der Mannschaft, zu der außer ihm noch Harcourt Ommundsen, Henry Burr, James Reid, Edward Parnell und Walter Padgett gehörten.

## Kriegsdienst
Fulton diente im Ersten Weltkrieg im 16th Battalion des London Regiment anfangs noch als Maschinengewehrschütze. Aber aufgrund seiner außergewöhnlichen Schießfähigkeiten wechselte er dann zu den Scharfschützen über, wo er sehr erfolgreich war. Im Zweiten Weltkrieg war Fulton Lieutenant bei der British Home Guard. Er wurde 1959 Member des Order of the British Empire.